# كيمبل ميلتون
كيمبل ميلتون (بالألمانية: Kimball Milton) (و. 1944 – م) هو فيزيائي، وأستاذ جامعي من الولايات المتحدة الأمريكية .